# آلفرد مولر
 آلفرد مولر (انگلیسی: Alfred Mueller؛ زاده ۹ ژوئن ۱۹۳۹) یک فیزیک‌دان اهل ایالات متحده آمریکا است.